# Turritopsis dohrnii
Turritopsis dohrnii ist eine Hydrozoen-Art aus der Gattung Turritopsis in der Familie der Oceaniidae. Durch Besonderheiten in ihrem Lebenszyklus sind die Individuen dieser Art potentiell biologisch unsterblich. Die Art der „unsterblichen Qualle“ wurde zuvor als Turritopsis nutricula klassifiziert.

## Beschreibung
Die lebend farblosen oder rosa Polypenköpfchen (Hydranthen) haben 12 bis 20 Tentakel. Die Medusen von Turritopsis dohrnii sind 2,7 Millimeter hoch und haben einen Durchmesser von 3,2 Millimetern. Die 14 bis 32 Tentakel sind manchmal am terminalen Ende verdickt. Die Ocelli (Lichtsinnesorgane) sind rostfarben.
Nach einer Untersuchung von Martell et al. haben gerade entlassene Medusen 8 Tentakel, deren Spitzen etwas verdickt sind. Andere Medusen hatten 11 oder 12 Tentakel. An älteren Tieren wurden 16 Tentakel, jeweils mit verdickten Spitzen gezählt. Die geringe Anzahl von Tentakeln ist typisch für die Art im Mittelmeer, die Anzahl der Tentakel aller anderer Turritopsis-Arten ist höher. Der Fund eines adulten Tieres mit 32 Tentakeln konnte später nie mehr bestätigt werden. Alle weiteren Funde hatten weniger als 24 Tentakel, und auch 24 ist zu hoch, um gewöhnlich für Turritopsis dohrnii zu sein. Bei Untersuchungen von Piraino et al. an 4000 im Labor gezüchteten Tieren wurden nie mehr als 16 Tentakel gezählt.

## Verbreitung
Turritopsis dohrnii ist um Italien und Mallorca beheimatet, Turritopsis sp. (eine getrennte Art ist jedoch unwahrscheinlich) im südlichen Spanien (Alborán-Meer, Mittelmeer).

## Lebenszyklus
Die befruchteten Eier entwickeln sich innerhalb weniger Tage zur Planula. Aus diesen entstehen am Meeresboden koloniebildende Polypen, die durch Knospung neue Medusen ausbilden. Nach einigen Wochen (die genaue Dauer hängt von der Meerestemperatur ab, bei 20 °C beträgt sie 25 bis 30 Tage, bei 22 °C 18 bis 22 Tage) werden diese geschlechtsreif und können bei Befruchtung neue Planulae bilden. Bei zwei verwandten Arten (Turritopsis polycirrha und T. rubra) entwickeln sich die Eier bis zur fertigen Planula an der äußeren Magenwand (dem Manubrium) der Muttermeduse befestigt. T. polycirrha hat zudem die Besonderheit, dass sie zwittrig (hermaphroditisch) ist.

## Unsterblichkeit
Dem üblichen Lebenszyklus der Cnidaria zufolge sterben die Medusen nach erfolgter Vermehrung ab. Bei Turritopsis dohrnii können allerdings Zellen des Außenschirms (Exumbrella) durch Transdifferenzierung zum Keim eines neuen Polypen werden. Dadurch wird eine neue Polypengeneration erzeugt, die direkt aus der Meduse hervorgeht und mit dieser genetisch identisch ist. Die Art ist damit der erste bekannte Fall eines Vielzellers (Metazoa), bei dem sich das geschlechtsreife Individuum wieder zu einer sexuell unreifen koloniebildenden Lebensform zurückentwickelt. Auf diese Weise kann ein Individuum den gesamten Lebenszyklus immer wieder durchlaufen und so theoretisch Unsterblichkeit praktizieren. Neuere taxonomische Untersuchungen haben gezeigt, dass die mediterranen Exemplare, an denen viele der Untersuchungen durchgeführt wurden, sehr wahrscheinlich zur Art Turritopsis dohrnii zu zählen sind, welche z. B. durch eine geringere Anzahl von Tentakeln gekennzeichnet ist. Auch die japanischen Formen von Turritopsis nutricula bzw. dohrnii besitzen dieselbe Fähigkeit zur Rejuvenation (Wiederverjüngung).

## Taxonomie
Turritopsis dohrnii wurde von Weismann 1883 unter dem Namen Dendroclava dohrnii erstbeschrieben. Die Endung des Artzusatzes dohrnii mit –ii ist korrekt, er ist Anton Dohrn gewidmet, latinisiert als Dohrnius, das im Genitiv dohrnii ergibt. Die Erstbeschreibung basierte nur auf der Hydroiden-Form. Neppi (1917) synonymisierte die Art mit Turritopsis nutricula, eine Ansicht, die von fast allen nachfolgenden Autoren geteilt wurde. Die einzigen Studien des Lebenszyklus von Piraino et al. (1996) und Carla et al. wurden ebenfalls unter Turritopsis nutricula veröffentlicht. Schuchert (2004) betrachtet Turritopsis dohrnii als von Turritopsis nutricula unterschiedliche, eigene Art – eine Ansicht, die durch Untersuchungen von Migotto (1996) und M. P. Miglietta gestützt wird.